# 约瑟夫·洛佩兹
约瑟夫·安东·洛佩兹 SJ（1779年10月4日—1841年10月5日）原名何塞·安东尼奥·洛佩兹（José Antonio López），是生于米却肯州的墨西哥天主教神父和耶稣会士。他在圣尼古拉斯迪伊达尔戈的米却肯州立大学与墨西哥皇家和教皇学院大学学习教会法，结识未来的皇后安娜·玛丽亚·华特，后来当上皇室随行神职人员，并负责墨西哥所有王子的教育。洛佩兹是阿古斯汀一世皇帝的亲密盟友，充当皇帝的律师和政治线人在马德里居留四年，还陪伴阿古斯汀一世流亡意大利和英格兰。
1824年阿古斯汀一世遭处决后，洛佩兹陪同流亡的皇后安娜·玛丽亚和皇子移民美国，定居华盛顿哥伦比亚特区。1833年，他当上乔治城访亲修道院随行神父并加入耶稣会，还是乔治城学院神父和見習修道士。校长威廉·麦克雪利去世后，洛佩兹于1840年元旦开始代理校长职务，是美国高校史上首位拉美裔校长。他的教育工作以纪律要求严格著称，但短短几个月后因病前往马里兰州圣玛丽斯县圣伊尼戈斯休养，1841年与世长辞。

## 早年经历
何塞·安东尼奥·洛佩兹1779年10月4日在新西班牙米却肯州科蒂哈（Cotija de la Paz，今墨西哥境内）出生。他的家族经营牧场，声名显赫。洛佩兹先在圣尼古拉斯学院（今圣尼古拉斯迪伊达尔戈的米却肯州立大学）求学，后进入墨西哥皇家和教皇学院大学并获教会法学士学位，接下来负责米却肯州佩里班的地方教堂。据他后来回忆，墨西哥独立战争领袖米格尔·伊达尔戈·伊·科斯蒂利亚曾于1810年途经米却肯州，洛佩兹想逮捕伊斯蒂利亚未果，随后逃往莫雷利亚并结识安娜·玛丽亚·华特（Ana María Huarte）。华特后来嫁给墨西哥皇帝阿古斯汀一世，洛佩兹因与皇后熟悉当上皇室镇压革命军的随行神职人员，后来还成为米却肯州丁金丁（Tingüindín）的临时神父。

## 皇室随行神职人员
1816年，新西班牙总督将阿古斯汀一世撤职，次年洛佩兹作为皇帝的律师赶赴马德里辩护。他在此停留多年，将马德里的政治局势告知阿古斯汀一世，例如费尔南多七世国王与自由派不合，后来引发起义和西班牙立憲革命。1821年5月，洛佩兹返回墨西哥，陪同力图推动墨西哥独立的阿古斯汀一世。
洛佩兹是皇室家族的随行神职人员，同时教导王子奥古斯丁·赫罗尼莫·德·伊图尔比德·华特（Agustín Jerónimo de Iturbide y Huarte）。1822年7月，司法和宗教事务部长任命洛佩兹负责墨西哥所有王子的教育，他为此撰写课程《墨西哥王子授课方法和规定》（Método y reglamento de instrucción de los príncipes mexicanos）。课程模仿西班牙王子教育，但因军事动荡未予发表。他的课程提倡君主强权，皇室对政治影响很大，与建立不久、强调与代議民主制分享政治权力的君主立宪制矛盾。
1823年，阿古斯汀一世被放逐海外，洛佩兹随同皇帝八个孩子等皇室人员前往意大利里窝那。费尔南多七世向托斯卡纳大公施压，要求驱逐阿古斯汀一世，洛佩兹又跟随皇室流亡英格兰。1824年，洛佩兹陪皇帝前往塔毛利帕斯州索托拉马里纳（Soto la Marina），阿古斯汀一世企图以軍政府重新控制墨西哥未果。

## 移居美国

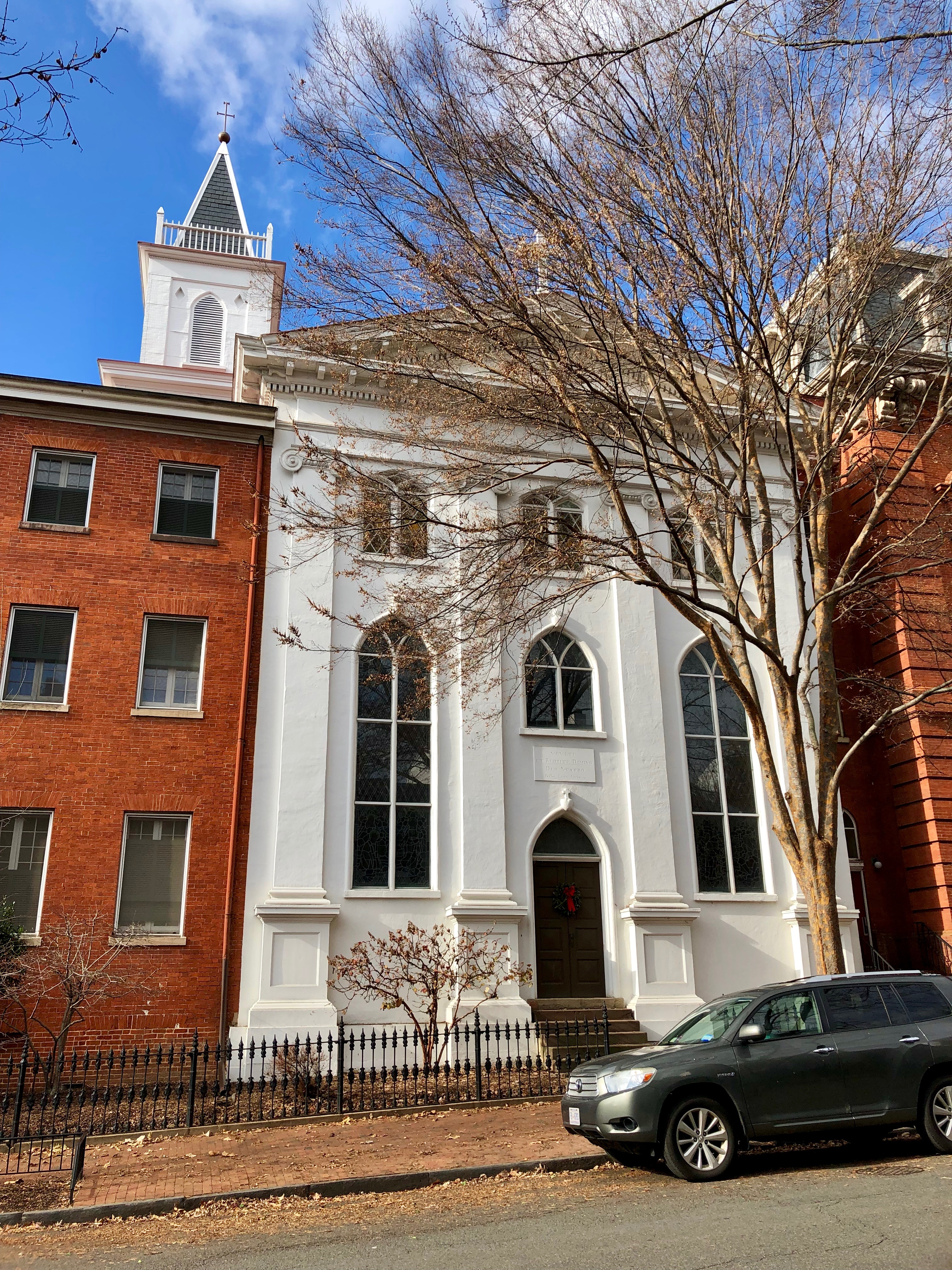
移民美国后不久，洛佩兹当上乔治城访亲修道院（图）随行神职人员

墨西哥当局1824年处死阿古斯汀一世，皇后安娜·玛丽亚带着孩子逃往美国。洛佩兹陪他们逃到新奥尔良，停留几个月后又北上前往巴爾的摩，最后定居哥伦比亚特区乔治城。华特把女儿送入乔治城访亲学院，其中两人后来成为修女，加入学院附属的乔治城访亲修道院。华特的一子成婚后在乔治城定居，另一子萨尔瓦多王子（Prince Salvador）进入乔治城学院求学。
洛佩兹在天主教巴爾的摩總教區入籍神父，他随即担任乔治城访亲修道院随行神父。他把姓名盎格魯化成约瑟夫·安东·洛佩兹，还申请加入耶稣会并于1833年12月10日入选。耶稣会士见习期间，他在乔治城学院实习，当上该校神职人员。洛佩兹是乔治城学院图书馆馆长，受职务限制，他不能再担任阿古斯汀一世皇室的随行神职人员，华特等人后来移居費城。

### 乔治城学院
威廉·麦克雪利去世后，洛佩兹受命Provincial superior任命继任人选前代理乔治城学院校长，1840年元旦上任。洛佩兹是美国高校史上首位拉美裔校长，以严格要求学生和所屬教士的纪律而著称。他任职期间学府最大的变化是成立文学社团（今哲學辯論社（Philodemic Society）。他的校长任期只持续几个月就由詹姆斯·莱德在同年5月1日接任，此后他短暂担任学校神职人员，但没多久便病倒，被送往马里兰州圣玛丽斯县圣伊尼戈斯（St. Inigoes）休养。
洛佩兹去世一周前，照顾他的耶稣会士担心棺木无法及时送到，但是他表示无需担心，自己至少能活到周六。他的预言非常准确：1841年10月5日，约瑟夫·安东·洛佩兹在圣伊尼戈斯去世，遗体葬在教堂院内，后来这里的所有坟墓都迁至圣伊尼戈斯天主教堂毗邻墓地。

## 脚注
1. 1 2 3 4 5 6 7 8  Ávila Rueda 2019.
2. ↑  Mendizabal & 1972，第21页
3. 1 2  Easby-Smith & 1907，第75页
4. ↑  López & 2012，第178页
5. ↑  Bancroft & 1885，第804页
6. ↑  Bancroft & 1885，第806–807页
7. 1 2 3 4 5  Ryan & 1904，第16页
8. ↑  Dodd & 1909，第40页
9. ↑  Iturbide & 1916，第39页
10. 1 2  Miranda 2000.
11. ↑  Catholic Standard 2014.
12. ↑  Devitt & 1933，第316页
13. ↑  Shea & 1891，第123页
14. ↑  Devitt & 1933，第316–317页
15. ↑  Iturbide & 1916，第40页
16. 1 2 3 4  Shea & 1891，第124页
17. ↑  Curran & 1993，第121页
18. ↑  Senior Class of Georgetown University & 1939，第30页
19. 1 2  Ryan & 1904，第17页
20. ↑  Devitt & 1931，第225页